# Tympanon
Le tympanon est un instrument de musique de la famille des cithares sur table qui, comme le psaltérion,  se présente sous la forme d'une caisse trapézoïdale. Un certain nombre de cordes, parfois réunies en divers chœurs, sont tendues sur la table d'harmonie. Le son est produit en frappant les cordes à l'aide de mailloches.
Le terme « tympanon » tire son origine du verbe grec correspondant à l'action de frapper du haut vers le bas, et par extension, sur une corde vibrante.

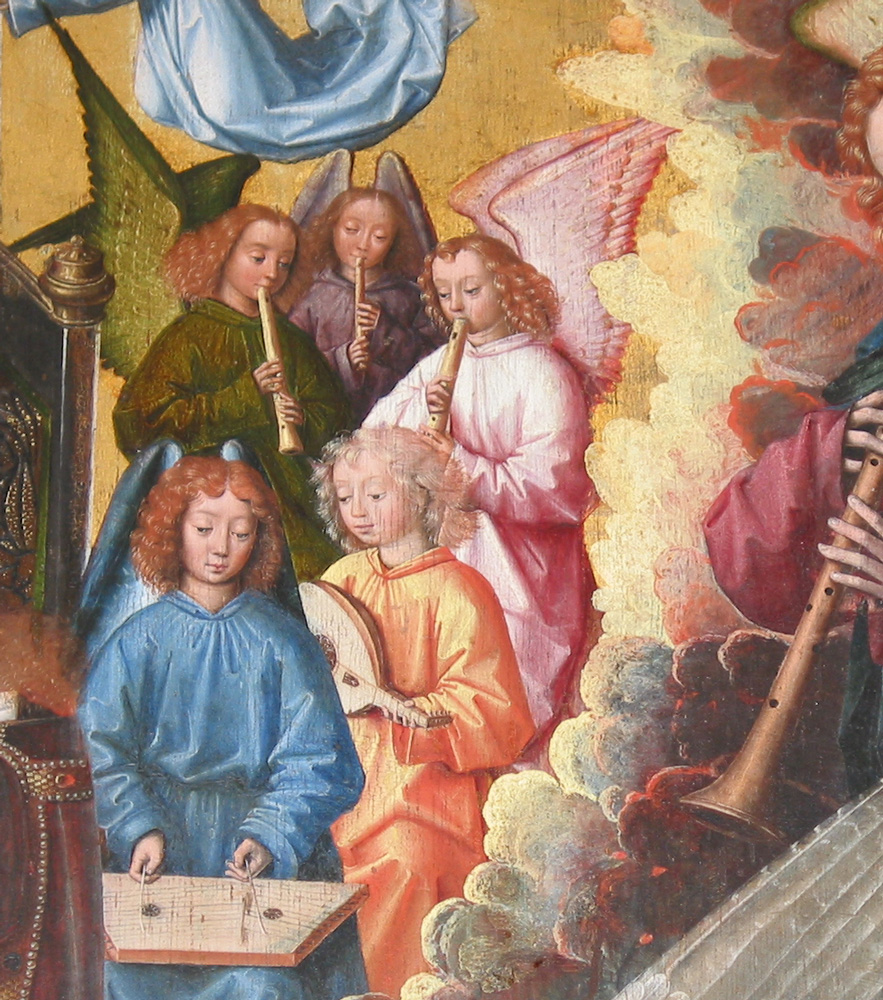
Tympanon du XVe s.

## Histoire

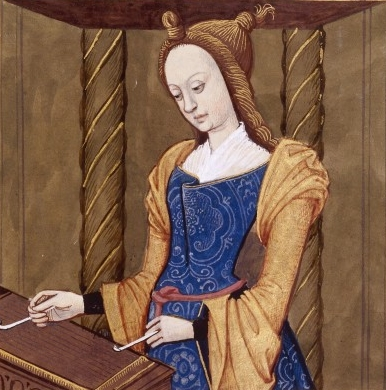
Cassandre, personnage de la mythologie grecque, jouant du tympanon, enluminure du.

Il semble que cet instrument vient directement du santour iranien. Le tympanon, instrument issu de la doucemelle médiévale, ne connut qu'une courte popularité. En France, cet instrument connaît une vogue certaine dès le milieu du XVIIe siècle qui atteint son apogée au XVIIIe siècle. Instrument dont la pratique est répandue au sein des élites, notamment la noblesse ; les concerts de tympanon disparaissent à la Révolution, les instruments sont saisis et entrent dans les collections des musées nationaux.
L'étendue, de trois octaves à l'origine, fut portée à cinq par le facteur allemand Pantaléon Hebenstreit. Louis XIV, à qui il présenta son instrument en 1705, l'apprécia et l'appela « pantaléon » en hommage à son créateur. Mais il ne tarda pas à tomber dans l'oubli, alors que le tympanon, sous sa forme populaire, subsista encore au XVIIIe siècle.
Les pages de musique savante pour tympanon sont relativement rares bien qu'il existe un manuscrit d'airs galants du XVIIIe siècle gardé au département de la musique de la Bibliothèque nationale de France.
Gérard Berlioz a enseigné dans l'une des très rares classes de tympanon françaises, aux Lilas.